# Idiofoni
Negli strumenti musicali denominati idiofoni secondo la classificazione Hornbostel-Sachs (H-S: 1) il suono è prodotto dalla vibrazione del corpo stesso dello strumento, senza l'utilizzo di corde o membrane tese e senza che sia una colonna d'aria a essere fatta vibrare.
In base alla classificazione gli idiofoni si suddividono nelle seguenti famiglie:
- percussione [2]: l'esecutore compie il gesto di percuotere e produce un singolo colpo alla volta). Il colpo può essere effettuato con le mani o con altri oggetti, ad esempio con una o più bacchette (rispettivamente come nel triangolo e come nella marimba); lo strumento può ricevere il colpo sbattendolo contro pareti o contro il pavimento;
  - percussione  a concussione[3]: l'esecutore compie il gesto di percuotere e fa impattare tra loro due o più oggetti uguali, come nei piatti, nelle nacchere, nei leggenti[4], nella cosiddetta "frusta" orchestrale composta da due assicelle che battono tra loro imitando il suono della frusta da vetturino o nel triccheballacche napoletano dove gli elementi uguali sono tre;
- percussione a raschiamento[5] (ad esempio la bacchetta che scorre lungo le scanalature del güiro cadendo dentro ad ogni scanalatura vi produce un suono che diventa a raffica; il singolo suono prodotto da una sola caduta alla volta non va considerato come percussione diretta);
- percussione indiretta a scuotimento interna o esterna[6] (le maracas[7] sono un esempio di percussione indiretta interna, dovuta a piccoli oggetti contenuti nello strumento che quando viene agitato produce suono per i colpi contro le pareti e tra gli oggetti stessi);
- strappo[8] il caso dei tre cucchiai usati nel ballo popolare europeo (con esempi, tra l'altro in Italia e Russia), dove due oggetti (in questo caso due cucchiai accostati) battono tra loro quando ne viene fatto passare in mezzo un altro, che, "strappando", induce l'allontanamento e il brusco riavvicinamento degli altri due oggetti.
- pizzico[9] come nel caso della m'bira africana[10] o dello scacciapensieri[11].

- frizione[12] (come nel caso del bicchiere di cristallo sfregato sul bordo e nella glassarmonica (glass harmonica) di mozartiana memoria);
- aria[13] (ad esempio la bottiglia vuota accartocciata che scricchiola soffiandovi dentro per l'aumentare della pressione che la spinge a deformarsi, oppure quando l'aria fa battere tra loro oggetti sospesi).

Gli idiofoni sono realizzati in materiali diversi, come il metallo, il legno, l'osso e le materie plastiche. A differenza degli idiofoni a suono indeterminato, quelli a suono determinato sono suonati controllando la nota prodotta e rispettando le regole di intonazione delle varie culture musicali (scala cromatica "temperata" della musica colta occidentale, scale indiane, cinesi, intonazioni degli xilofoni africani).

## Classificazione di Hornbostel-Sachs

### Classificazione in base a materiale e altezza sonora

#### Idiofoni in osso
- [Quijada[* Ossa

#### Idiofoni in metallo o legno

##### A suono determinato
- Angklung
- Campane tubolari
- Campane
- Metallofono
  - Glockenspiel
  - Vibrafono
- Xilofono
  - Marimba
  - Xilomarimba
  - Xilofono basso

###### Costituito da un unico elemento
- Steel pan
- Hang
- Steel tongue drum
- Sega musicale
- diapason

###### Costituito da più elementi
- Angklung
- Bonangs e kenongs
- Campane tubolari
- Celesta
- Gambangs
- Kempul e gong ageng
- Marimba
- Metallofono o Glockenspiel
- Sarons e Gendérs
- Vibrafono
- Xilofono
- Zanza o kalimba
- Metallofono

##### A suono indeterminato
- Campanaccio
- Chimes
- Gong
- Nacchere
- Piatti
- Scacciapensieri
- Sistro
- Triangolo
- Daxofono
- Maracas
- Tanavella